# Single malt

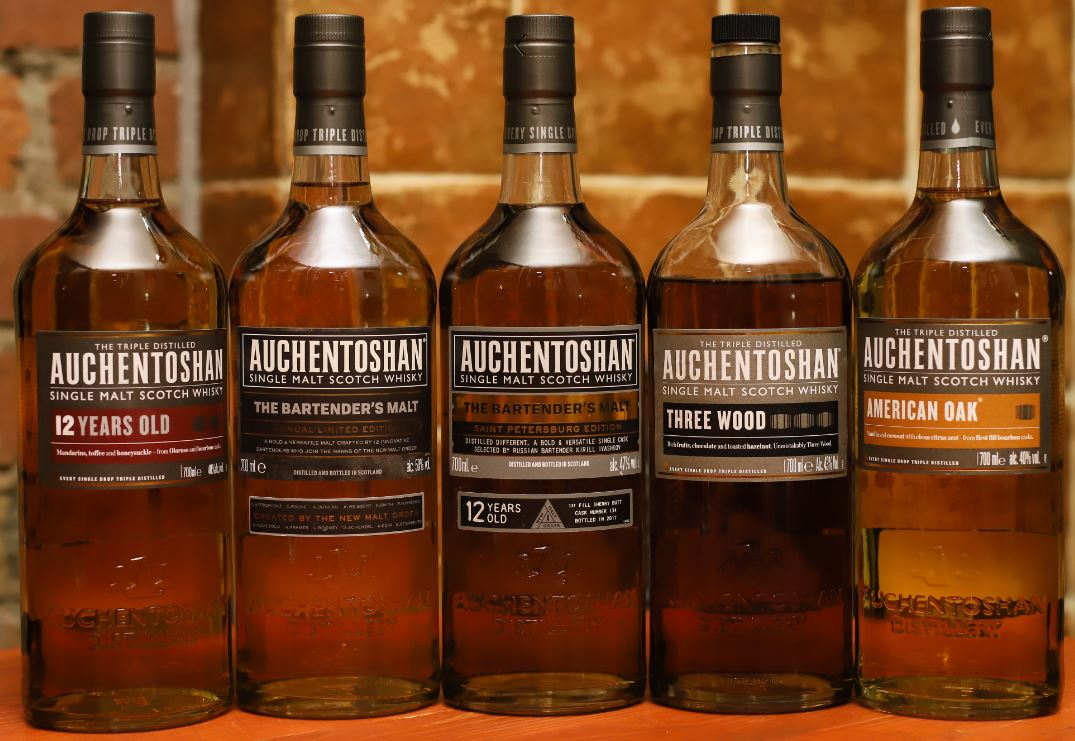
Butelki z single malt whisky

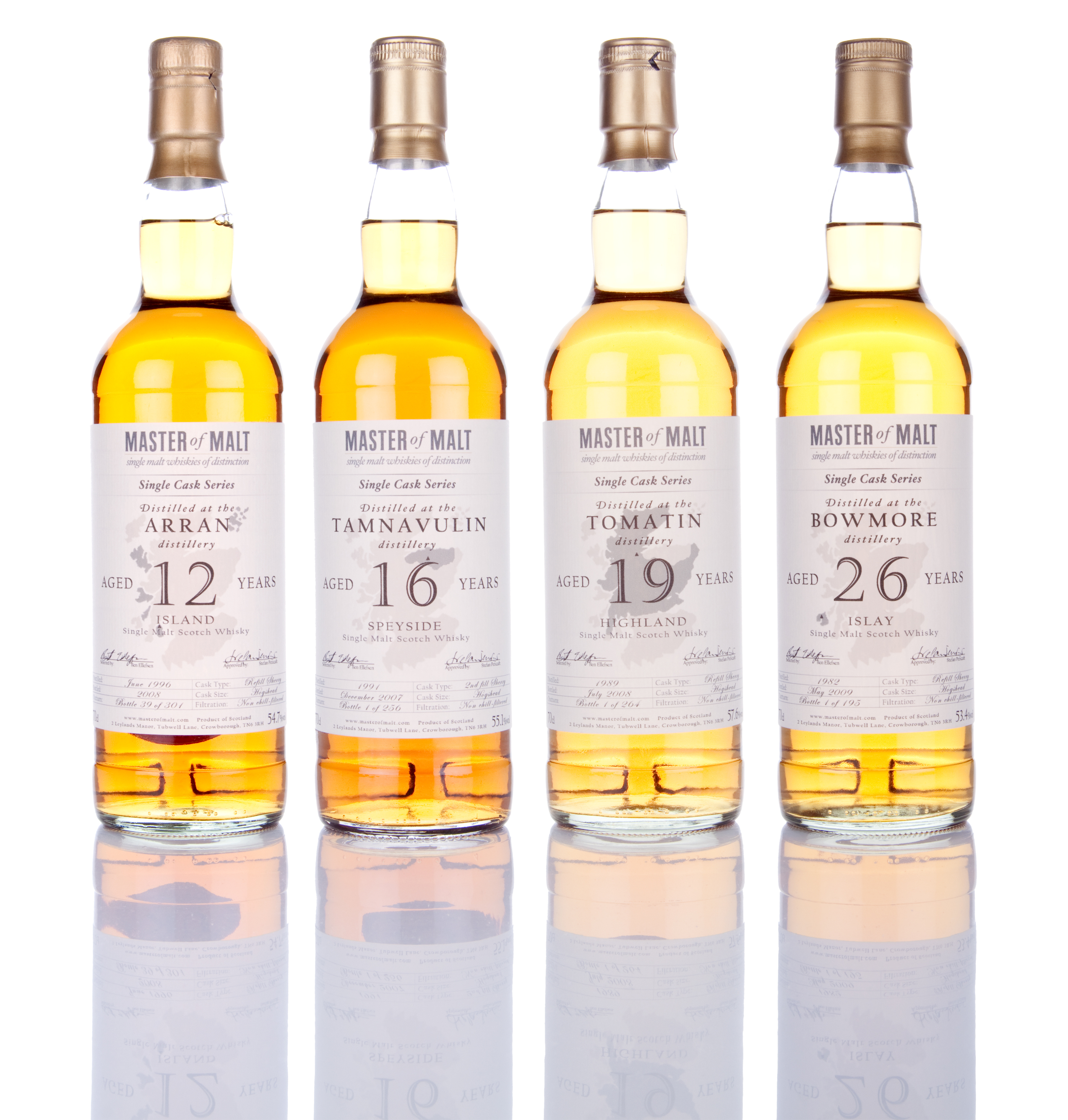
Butelki z single cask whisky

Single malt – typ whisky, która jest destylowana w jednej destylarni i wytwarzana w całości z jednego rodzaju słodu, zazwyczaj jęczmiennego (choć zdarzają się także żytnie whisky single malt). 
Wśród whisky single malt spotykane są jeszcze whisky typu single cask oraz cask strength. Single cask to whisky w całości pochodząca z jednej beczki. O prestiżu takiej edycji świadczy również indywidualny numer nadany każdej butelce. Z kolei single malt typu cask strength to whisky z mocą z beczki. Większość whisky single malt wytwarza się z zastosowaniem kotłowego aparatu destylacyjnego.